# سید یحیی یثربی
سید یحیی یثربی (متولد سال ۱۳۲۱ هجری شمسی در روستای چراغ تپه سفلی از توابع تکاب) استاد بازنشسته فلسفه و کلام اسلامی در دانشگاه علامه طباطبایی است. پژوهش‌های او عمدتاً در حوزه فلسفه اسلامی و عرفان اسلامی است.

## تحصیلات
- از سال ۱۳۳۰ تا سال ۱۳۳۷ گذراندن دروس ابتدایی در مدارس سنتی در زادگاه خود در نزد عزیزالله خسروی زنجانی،[۱]
- از سال ۱۳۳۵ تا سال ۱۳۳۷ در حوزه علمیه زنجان به تحصیل علوم مقدماتی علوم اسلامی (صرف و نحو و منطق) پرداخت،
- از سال ۱۳۳۷ تا سال ۱۳۴۶ درحوزه علمیّه قم نزد محمدحسین طباطبایی، حسینعلی منتظری و جعفر سبحانی فلسفه خواند،
- از سال ۱۳۴۶ تا سال ۱۳۵۸ دوره کارشناسی، کارشناسی ارشد و دکترای رشته فلسفه و حکمت اسلامی را در دانشگاه تهران گذراند.

## سوابق دانشگاهی
- از سال ۱۳۵۰ تا سال ۱۳۶۳ تدریس در رشته فلسفه اسلامی در دبیرستان‌ها و مراکز تربیت معلم
- از سال ۱۳۶۳ تا سال ۱۳۷۳ تدریس در رشته فلسفه اسلامی و مدیریت گروه فلسفه اسلامی در دانشگاه تبریز
- از سال ۱۳۷۳ تا سال ۱۳۷۶ ریاست دانشگاه کردستان
- از سال ۱۳۷۶ تا سال کنون عضویت در هیئت علمی گروه فلسفه در دانشگاه علامه طباطبایی

## اندیشه‌شناسی
- یثربی از چهره‌های معروف فلسفی و آکادمیک ایران است که به نقد "حکمت متعالیه" و "عرفان اسلامی" پرداخته است.
- وی با نقدِ مبانی "حکمت متعالیه"، معتقد است که این مکتب فکری، مکتبی اختلاطی بدون سازگاری درونی است (رک به: "عیار نقد"، "حکمت متعالیه").
- وی تلاش نموده تا با احترام به تصوف و عرفان اسلامی، آن را از دیانت اسلامی تفکیک نماید (رک به: "پژوهشی در نسبت دین و عرفان").
- وی در "تاریخ تحلیلی انتقادی فلسفه اسلامی" به روش تحلیلی تمام تاریخ فلسفه اسلامی را نقد می‌نماید و از اندیشمندان فلسفی می‌خواهد که اندیشمند روزگار خود باشند.
- یثربی با اسلوبی سنتی، ولی سبکی روان و صریح سخن می‌گوید. اسلوب سنتی وی موجب شده تا جایگاهش در جامعهٔ روشنفکری ایران چندان شناخته نشود.

## روش‌شناسی
یثربی در تحلیل‌های انتقادی خود با اصول زیر عمل می‌کند:
- وظیفه ما پاسداری از میراث علمی گذشتگان نیست؛ بلکه تحقیق، نقد و تکمیل دانش آنهاست؛
- شکست بزرگان پیشین، نشان کامیابی نسلهای بعدی است. چنان‌که سلطه و اقتدار گذشتگان، نشان ناتوانی نسل جدید است؛
- هیچ نظر فلسفی کامل نیست؛
- هیچ بزرگی با نقد آثارش کوچک نمی‌شود و هیچ کوچکی تنها با نقد بزرگان، بزرگ نمی‌شود.
- فهم قرآن همگانی است و همه آن را می‌فهمند. قرآن مانند انجیل نیست که کلیسا می‌گوید کسی غیر از من حق فهم آن را نداشته باشد. قرآن می‌گوید همه مرا می‌فهمند.[۲]

## آثار
سید یحیی یثربی اندیشمندی پرکار است. عناوین بخشی از کتاب‌های وی عبارتند از:
- عرفان عملی در اسلام
- عرفان نظری
- فلسفهٔ عرفان
- ترجمهٔ الهیات نجات ابن‌سینا با مقدمه و تعلیقات
- مفاهیم فلسفی در ادبیات فارسی
- آب طربناک در شرح غزلیات حافظ
- ماجرای غم‌انگیز روشنفکری در ایران
- خودکامگی و فرهنگ
- فلسفه مشاء
- حکمت اشراق سهروردی
- عیار نقد: نقد هستی‌شناسی و معادشناسی ملاصدرای شیرازی
- حکمت متعالیه (بررسی و نقد حکمت صدرالمتالهین)
- تاریخ تحلیلی انتقادی فلسفه اسلامی
- زبانه شمس و زبان مولوی
- تفسیر روز (دوره‌ای هفت جلدی تفسیر عقلی کاربردی قرآن کریم)
- پژوهشی در نسبت دین و عرفان
- قلندر و قلعه (داستان زندگی سهروردی)
- از یقین تا یقین
- صلیب و صلابت (داستان زندگانی حلاج عارف بزرگ قرن چهارم هجری)
- فریب سراب: نقد تصوف و عرفان
- فلسفه امامت با رویکرد فلسفی و عرفانی